# Jacob van Eeghen

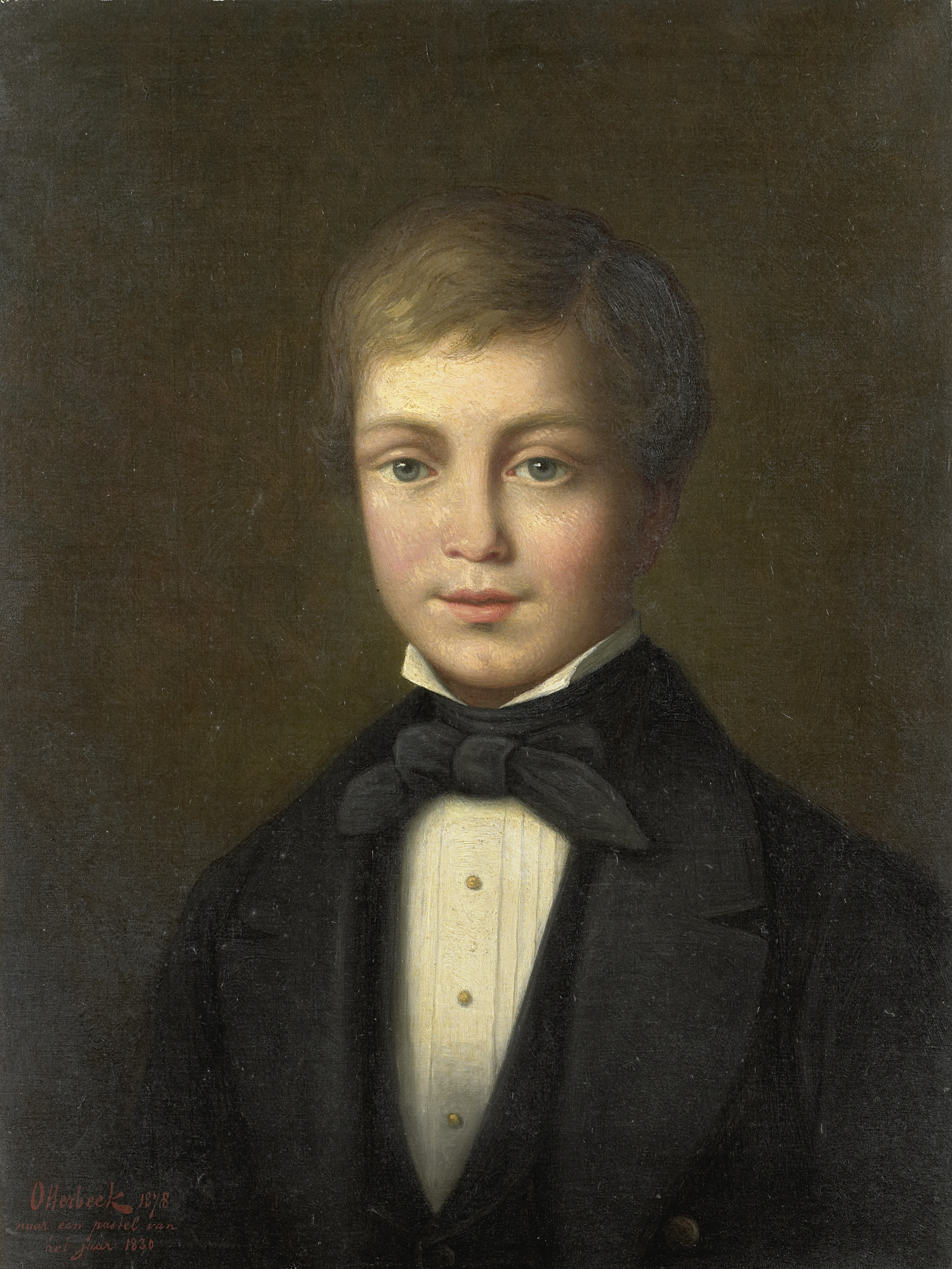
Jacob van Eeghen

Jacob van Eeghen (Amsterdam, 21 maart 1818 – aldaar, 28 oktober 1834) is een Nederlands dichter.
Jacob van Eeghen was een telg uit het bankiersgeslacht Van Eeghen. Hij was een zoon van Abraham van Eeghen (1786-1818) en zijn tweede echtgenote Petronella Rochussen. Deze was firmant bij bankiershuis Van Eeghen & Co van 1809 tot zijn overlijden in 1818. Hij heeft zijn jongste zoon maar enkele maanden meegemaakt.
Ondanks zijn vroegtijdig overlijden heeft Jacob van Eeghen een gedichtenbundeltje nagelaten. Het is postuum uitgegeven in 1835 en heet Keuze van nagelaten gedichtjes. Het is in vijf delen opgesplitst: geschreven op 10/12-jarige leeftijd, op 13-, 14-, 15- en 16-jarige leeftijd. In de inleiding staat onder andere: "Hij is overleden .... na te zijn geslaagd in zijn opgevat voornemen om nooit aan zijne ouders eenige zorg of droefheid te veroorzaken". De bundel werd in 1877 herdrukt en bevat zowel Nederlandstalige gedichten als poëzie in het Latijn en Frans. Ook vertaalde Van Eeghen uit het Duits en Frans, onder meer van Alphonse de Lamartine.
In het Rijksmuseum in Amsterdam hangt een portret van Jacob van Eeghen, in 1887 gemaakt door Jacobus Hermanus Otterbeek naar een pastel uit 1830.